# Navy Precision Optical Interferometer
Le Navy Precision Optical Interferometer (NPOI) (en français : interféromètre optique de précision de la Navy) est un interféromètre optique à longue base géré par l'observatoire naval des États-Unis, le Naval Research Laboratory et l'observatoire Lowell. L'installation est située à Anderson Mesa, à environ 15 miles au sud-est de Flagstaff dans l'Arizona. Jusqu'en novembre 2011, il était appelé Navy Prototype Optical Interferometer (NPOI). Ensuite, l'instrument a été temporairement rebaptisé Navy Optical Interferometer, puis de manière définitive, le Kenneth J. Johnston Navy Precision Optical Interferometer (NPOI) -- traduisant à la fois la maturité opérationnelle de l'installation et rendant hommage à son fondateur et utilisateur principal, le Dr. Kenneth J. Johnston,.
À ce jour, il est l'instrument astronomique ayant produit les images en optique avec la meilleure résolution (ceci changera sûrement quand CHARA array et Observatoire de Magdalena Ridge entreront en service). Le premier objet astronomique observé par NPOI était l'étoile Mizar.